# Aaron Brown (jornalista)
Aaron Brown (Minneapolis, 10 de novembro de 1948 — Washington, D.C., 29 de dezembro de 2024) foi um jornalista de radiodifusão americano mais conhecido por sua cobertura dos ataques de 11 de setembro para a CNN. Brown foi âncora de vários programas, atuando como repórter de longa data da ABC, apresentador fundador do World News Now e âncora de fim de semana do World News Tonight, ambos da emissora. Posteriormente, foi apresentador do principal programa noturno da CNN, NewsNight with Aaron Brown, e âncora da série de documentários Wide Angle, da PBS, de 2008 a 2009. Foi professor da Escola Walter Cronkite de Jornalismo e Comunicação de Massa da Universidade do Estado do Arizona de 2007 a 2014.

## Carreira

### Início da vida e carreira
Brown nasceu em uma família judia em Minneapolis, em 10 de novembro de 1948. Ele era o terceiro de cinco filhos de Rose, dona de casa, e Morton, comerciante de sucata. Em 1966, Brown abandonou a Universidade de Minnesota como estudante de ciências políticas e entrou para a reserva da Guarda Costeira dos EUA. Ele começou sua carreira de radialista como apresentador de programas de rádio em Minneapolis e, posteriormente, em Los Angeles. Antes de trabalhar nas redes nacionais de notícias, Brown foi um locutor de Seattle, passando mais de 15 anos em estações de televisão da cidade, primeiro na KING-TV, afiliada da NBC, e depois na KIRO-TV, afiliada da CBS. Ele foi contratado pela KING TV de Seattle em 1976, inicialmente trabalhando como editor de tarefas, mas logo se tornou repórter e, por fim, âncora. Em 1986, mudou-se para a KIRO, onde ancorou o noticiário noturno, e permaneceu na KIRO até dezembro de 1991.

### ABC
Brown foi transferido para Nova Iorque para se tornar o âncora fundador do programa noturno World News Now. Também atuou como repórter na equipe de jornalismo da ABC. Após deixar o World News Now, passou a trabalhar como repórter no World News Tonight with Peter Jennings, além de colaborar com o Nightline e diversos outros programas da emissora. Tornou-se âncora substituto de Jennings e assumiu permanentemente a apresentação do World News Tonight Saturday e do Good Morning America Sunday, ambos da ABC.

### CNN

#### 11 de setembro
Embora o primeiro dia de Brown na CNN tenha sido 1º de julho de 2001, sua primeira transmissão no ar foi em 11 de setembro de 2001 na cobertura dos Ataques de 11 de setembro. Por sua reportagem sobre os ataques no telhado da CNN em Manhattan, bem como no local do World Trade Center e nas áreas ao redor dos escombros do complexo das Torres Gêmeas na cidade de Nova Iorque, Brown recebeu reconhecimento internacional e ganhou o Prêmio Edward R. Murrow.
Quando a Torre Sul colapsou, Brown estava ouvindo uma reportagem do local do Pentágono, onde houve outro ataque. O prédio começou a cair enquanto Brown estava fora da câmera, e ele teve que interromper o repórter para que pudesse relatar o que tinha visto. Brown comentou que houve outra grande explosão e que ele não conseguia mais ver o edifício (ele não sabia que o edifício inteiro já havia caído). Quando a segunda torre caiu na televisão ao vivo, Brown ficou em silêncio, até que disse calmamente: “... bom Deus... não há palavras...” e retomou a reportagem após alguns segundos. A CNN via Brown como um protegido de Peter Jennings e queria duplicar o sucesso de Jennings em sua rede. A CNN criou a marca de seu principal programa noturno, NewsNight with Aaron Brown. Brown também atuou como apresentador do CNN Presents e foi designado como âncora principal durante notícias de última hora (breaking news) e coberturas especiais.

#### Pós 11 de setembro
Brown cobriu vários outros eventos noticiosos para a CNN, inclusive a Guerra contra o terrorismo, as eleições de 2002 para a Câmara e o Senado, os ataques de franco-atiradores em Beltway e o desastre do ônibus espacial Columbia. Durante a invasão do Iraque em 2003, Brown foi o âncora do Centro da CNN em Atlanta, fornecendo aos telespectadores as informações mais recentes de reportagens da linha de frente, bem como de Washington, D.C., e do Comando Central dos Estados Unidos em Doha, Qatar.
Em 2003, ele atraiu atenção negativa da imprensa ao continuar jogando no torneio de golfe Bob Hope Classic na cidade americana de Palm Desert, Califórnia, após o desastre do ônibus espacial Columbia. Enquanto outros grandes âncoras de noticiários, como Tom Brokaw, Peter Jennings e Dan Rather, deixaram imediatamente suas férias, Brown não foi ao estúdio e continuou jogando golfe. O The New York Times relatou que Brown tentou voltar aos estúdios, mas a CNN não fez nenhum esforço especial para colocá-lo no ar porque Miles O'Brien, que era o especialista em espaço do canal, estava fazendo a cobertura dos acontecimentos.
Durante a eleição presidencial de 2004 nos Estados Unidos, a CNN usou o NASDAQ Market Site para sua cobertura eleitoral, o que alguns apontam ter sido o nascimento da ideia do The Situation Room de Wolf Blitzer. Brown foi encarregado de fazer comentários periódicos sobre as tendências dos resultados da noite, enquanto Anderson Cooper ficou encarregado de monitorar as principais disputas no Senado e na Câmara dos Estados Unidos.
Brown foi ganhador de três Emmys, incluindo um Emmy por sua reportagem “Streets of Iraq” (Ruas do Iraque) durante a Guerra do Iraque. Além disso, Brown ganhou um DuPont, duas medalhas da New York Film Society World e um prêmio George Foster Peabody.
Em 3 de novembro de 2005, a CNN anunciou a saída de Brown da emissora. O programa Anderson Cooper 360°, apresentado por Anderson Cooper, substituiu o NewsNight como principal atração do horário, em um esforço para atrair um público mais jovem. Brown e Cooper haviam dividido a apresentação no horário das 22h até o início do outono, após o sucesso de Cooper na cobertura do furacão Katrina. Muitos afirmaram que o estilo cerebral de Brown, voltado a uma “notícias para adultos” faria falta.

### Radiodifusão pública
Brown estava sob contrato com a CNN até junho de 2007, o que o impediu de dar entrevistas ou retornar à televisão. Em 2008, ele voltou à televisão como apresentador do programa Wide Angle da PBS. Enquanto âncora da série, fez inúmeras reportagens de campo até o final da série, em 2 de setembro de 2009.

## Na academia
Em 2006, Brown assumiu a cadeira John J. Rhodes em Políticas Públicas e Instituições Americanas na Barrett, a Faculdade de Honra da Universidade do Estado do Arizona. Ele ministrou um curso chamado “Turning Points in Television News History” na Escola Walter Cronkite de Jornalismo e Comunicação de Massa da Universidade do Estado do Arizona de 2007 a 2014.

## Vida pessoal e morte
Enquanto trabalhava em Seattle em 1980, Brown conheceu sua colega apresentadora Charlotte Raynor. Eles se casaram em 1982. Eles tiveram uma filha, Gabby (nascida em 1988). Brown morreu de pneumonia em Washington, D.C., em 29 de dezembro de 2024, aos 76 anos de idade.